# Polyrhachis batesi
Polyrhachis batesi é uma espécie de formiga do gênero Polyrhachis, pertencente à subfamília Formicinae.